# Mauve (couleur)
Pour les articles homonymes, voir Mauve.

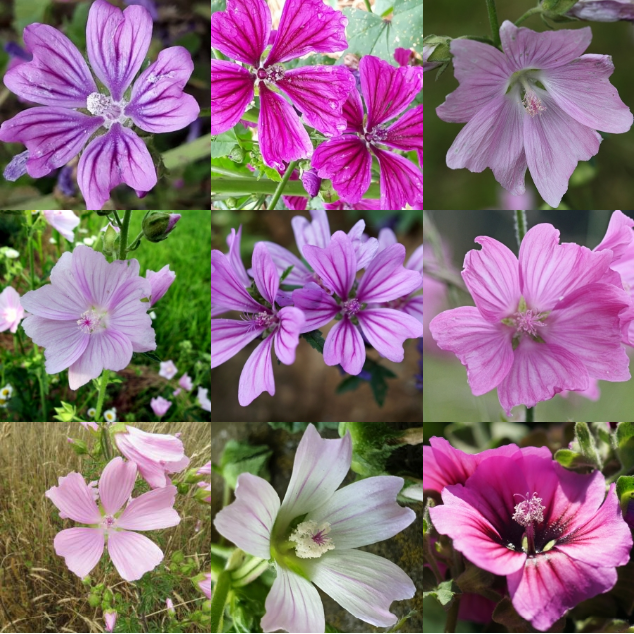
Fleurs de différentes espèces de mauves

Le mauve est un groupe de nuances du champ chromatique violet, rappelant la couleur pâle de certaines variétés d'une fleur, la mauve. Mauve, parme et violet sont dans certains cas synonymes. Selon certains, en Belgique et au Québec, le terme mauve regroupe l'ensemble de ces nuances[réf. nécessaire].
Le terme mauve s'emploie principalement en habillement. En dessin et en peinture, il désigne en principe le pigment violet pâle comme la fleur de bourrache qui doit sa couleur à la mauvéine ; il a été utilisé en aquarelle, mais il est remplacé de nos jours par d'autres pigments plus résistants.
Le nom de couleur mauve se modifie par clair, pâle, foncé.

## Histoire
Le mauve, nom de couleur, apparaît en français à la fin du XVIIIe siècle. Absent du Dictionnaire universel de Furetière, la couleur se trouve, différenciée du violet, en 1781.
En 1786, la couleur mauve fait partie, avec le lilas et le violet, des nuances que l'on peut obtenir avec les teintures à base d'orseille. Vendues en Angleterre, ces teintures étaient appelées mauve ou « French purple ». Elles étaient sans doute à la mode à cette époque ; la modiste Madame Éloffe livre du ruban mauve pour la reine en 1787, et Élisabeth Vigée-Lebrun peint en 1789 un portrait de Madame du Barry portant une ceinture mauve.
En 1856, le chimiste William Henry Perkin (1838-1907) découvre en travaillant sur la quinine, un dérivé oxydé de l'aniline, l'allyltoluidine, un précipité rouge-brun qui se révèle un très bon colorant textile. Il l'appelle pourpre aniline ou mauvéine. C'est le premier colorant synthétique utilisable par l'industrie. Après l'invention des teintures d'aniline, le mot mauve désigne en anglais une couleur, plutôt qu'un procédé de teinture.
Peu après, les nouvelles couleurs, produites dans un grand nombre de nuances de pourpre, mauve, violet, lilas, envahirent la mode ; ce goût semble avoir duré. En 1935, André Maurois écrira rétrospectivement « l'essayiste américain Thomas Beer a donné jadis à la décade 1890-1900 le nom de décade mauve ». On ne peut pas plus assurer que le « mauve » de la « décade mauve » désigne ce que nous appellerions un mauve, si tant est qu'on puisse s'accorder sur ce point, que cette « décade » corresponde à un décennie particulière. Les chimistes britanniques vendirent ces nouvelles couleurs sous des noms commerciaux français, exotiques pour leurs clients ; il en résulte que les noms de couleur des gammes des violets, pourpres (purple), roses (pink) et mauves désignent fréquemment des nuances différentes en anglais et en français.

## Nuanciers
Au XIXe siècle, Chevreul s'est attaché à définir les couleurs. Il les situe dans une sphère dont les teintes sont repérées entre elles et par rapport aux raies de Fraunhofer du spectre lumineux, et du blanc au noir. Il cite le mauve parmi les « noms de couleur le plus fréquemment usités dans la conversation et dans les livres », le décrivant comme un 3 violet 8 ton, ce qui désigne une couleur médiane entre violet et violet-rouge, six tons plus claire et lavée de blanc que la pleine teinte. Le 3 violet 8 ton visible dans la version imprimée du cercle chromatique de Chevreul est, après plus d'un siècle de conservation, nettement rompu. Le Lilas-mauve du fabricant de soieries Guinon est 5 bleu-violet, c'est-à-dire violet pâle tirant légèrement sur le bleu.
Le Répertoire de couleurs de la Société des chrysanthémistes (1905) présente quatre mauves. Le « mauve (vrai) » n° 181, a le ton le plus fort, le « mauve lilacé » n° 193 le plus faible (lavé de blanc). Le « mauve pourpré » n° 186 et « mauve violacé » n° 195 sont similaires, plus pâles et de même force. Chaque couleur est donnée sur quatre tons.  Le Répertoire témoigne aussi de l'acception plus large que le terme mauve a en anglais « mauve rose » est un synonyme de « Rose malvacé : Dégradations, vers le blanc, du ton clair de l'Amarante » (n° 181), « vinous rose », de « violet vineux » (n°184).
Maurice Déribéré donne un champ des mauve entre x=0,285, y=0,207    et x=0,337, y=0,232   , excluant les couleurs moins saturées, qu'il désigne comme prune ; mais dans un autre diagramme de chromaticité similaire, le mauve est un violet lavé de blanc, entre x=0,23, y=0,15    et x=0,33, y=0,17   . Pour Maurice Jay, une rose mauve a les valeurs L*a*b* L*=62, a*=13, b*=-7.
Dans les nuanciers actuels, on trouve, en peinture pour la décoration mauve, Mauve mauve d'antan, mauve poudré ; en fil à broder 155 mauve.
Les nuanciers des couleurs fines pour les beaux-arts mettent en évidence la différence de sens de « mauve » en anglais et en français de France. Le Permanent mauve de Daler & Rowney est le pigment PV23 (dioxazine). Dans la marque francophone Lefranc-Bourgeois, le même pigment sert pour la couleur à l'huile Violet bleuté.

## Usage
Au cours des années 1990, le mauve saturé et le grenat violacé ont été très utilisés sur les tissus.
En Belgique, les uniformes des gardiens de la paix sont dits « mauves ». Le RSC Anderlecht désigne comme mauve sa couleur distinctive.

### Grammaire et étymologie
En français, les adjectifs de couleur qui proviennent de noms d'objets sont invariables (des robes marron, et non pas marronnes). Ce n'est pas le cas de « mauve », qui s'accorde : « des robes pervenche avec des rubans mauves ».
Il se peut qu'il ne s'agisse pas d'une exception « car bien des espèces végétales avaient été elles-mêmes désignées par la couleur très significative de leur floraison : rose, lilas, mauve, violette »… Et en effet, c'est « par sa couleur que la mauve en est venue à s'appeler μαλἀχη en grec, malva en latin, et non par emprunt à l'hébreu malluah. L'indo-européen mel désigne précisément la couleur violâtre, noirâtre (lat. mulleus « pourpre », a. prus. : melne « tache bleuâtre », ligh. mêlas « bleu », etc.) ».